# The Yardbirds
The Yardbirds – brytyjska grupa rockowa z okresu tzw. brytyjskiej inwazji. Bywa określana jako „wylęgarnia talentów gitarowych”.

## Historia
Założona w 1963 przez wokalistę Keitha Relfa, basistę Paula Samwell-Smitha, perkusistę Jima McCarty’ego oraz gitarzystów Anthony’ego „Top” Tophhama i polskiego pochodzenia Chrisa Dreję. Grupa grała początkowo głównie typowy dla swego czasu rock and roll oraz rhythm and blues. Prawdziwa historia zespołu rozpoczęła się, gdy miejsce Tophama zajął początkujący wówczas gitarzysta Eric Clapton, który okazał się wirtuozem tego instrumentu. Muzyka grupy zaczęła dryfować wówczas w kierunku bluesa z silną dominacją gitary elektrycznej, jako wiodącego instrumentu i Yardbirds stali się jednym z czołowych wykonawców blues-rocka.
Gdy w roku 1965 Clapton zdecydował się opuścić The Yardbirds, wydawało się, że to koniec grupy. Niespodziewanie z pełnym powodzeniem jego miejsce zajął inny wirtuoz elektrycznej gitary, Jeff Beck, który przejął rolę lidera. Pozostał on w zespole niecałe dwa lata, a ostatecznie zastąpił go Jimmy Page. Przez krótki okres obaj gitarzyści grali razem (Page był wówczas basistą). W 1968 z grupy odeszli Relf i McCarty by utworzyć progresywnorockowy zespół Renaissance. Wkrótce potem odszedł Dreja.
Page pozostał sam ze zobowiązaniami kontraktowymi wobec wytwórni płytowych i by je wypełnić, zatrudnił trzech muzyków: perkusistę Johna Bonhama, wokalistę Roberta Planta oraz multiinstrumentalistę i znanego producenta Johna Paula Jonesa, który wziął na siebie rolę basisty. W ten sposób powstała reinkarnacja The Yardbirds, początkowo znana jako The New Yardbirds, która wkrótce potem zapisała się na stałe w historii muzyki rockowej jako Led Zeppelin.
Grupa została uwieczniona w filmie Michelangelo Antonioniego Powiększenie z 1966, gdzie wykonuje utwór Stroll On.
W 1992 grupa została wprowadzona do Rock and Roll Hall of Fame.
Największe przeboje grupy: „For Your Love”, „Baby, Please Don’t Go”, „Heart Full of Soul”, „Shapes of Things”, „Over Under Sideways Down”, „Still I’m Sad”, „Stroll On”.

## Muzycy
Obecny skład zespołu
- Jim McCarty – perkusja, wokal wspierający (1963–1968, 1982–1983, od 1992)
- John Idan – gitara basowa, wokal prowadzący (1992–2009), gitara prowadząca, wokal wspierający, wokal prowadzący (od 2015)
- Ben King – gitara prowadząca (2005–2014), gitara rytmiczna (od 2015)
- David Smale – gitara basowa, wokal wspierający (2009–2014, od 2015)
- Billy Boy Miskimmin – harmonijka ustna, instrumenty perkusyjne (2003–2008, od 2015)

Byli członkowie zespołu
- Keith Relf (zmarły) – wokal prowadzący, harmonijka ustna, gitara (1963–1968)
- Chris Dreja – gitara rytmiczna, gitara basowa, instrumenty perkusyjne (1963–1968, 1982–1983, 1992–2013)
- Paul Samwell-Smith – gitara basowa, wokal (1963–1966, 1983)
- Eric Clapton – gitara prowadząca, wokal (1963–1965)
- Jeff Beck – gitara prowadząca, wokal (1965–1966)
- Jimmy Page – gitara prowadząca, gitara basowa (1966–1968)
- Anthony „Top” Topham – gitara prowadząca, gitara rytmiczna (1963, 2013–2015)
- John Knightsbridge – gitara prowadząca, wokal wspierający (1982–1983)
- Mark Feltham – wokal prowadzący, harmonijka ustna (1982–1983)
- Joe Allanson – gitara basowa (1982)
- Rod Demick – gitara basowa, harmonijka ustna, wokal wspierający (1992–1993)
- Ray Majors – gitara prowadząca, wokal wspierający (1994–1995)
- Laurie Garman – harmonijka ustna (1994–1996)
- Denny Ball – gitara basowa (1998)
- Gypie Mayo (zmarły) – gitara prowadząca, wokal wspierający (1995–2005)[4]
- Alan Glen – harmonijka ustna, instrumenty perkusyjne (1996–2003, 2008–2009)
- Jerry Donahue – gitara prowadząca (2004–2005)
- Andy Mitchell – wokal prowadzący, harmonijka ustna, gitara akustyczna (2009–2015)
- Earl Slick – gitara prowadząca, gitara rytmiczna (2015)
- Johnny A. – gitara prowadząca (2015)
- Myke Scavone – wokal prowadzący, wokal wspierający, harmonijka ustna, instrumenty perkusyjne (2015)
- Kenny Aaronson – gitara basowa (2015)

## Dyskografia
- 1964 Five Live Yardbirds
- 1965 Having a Rave Up
- 1965 For Your Love
- 1966 Roger the Engineer
- 1966 Over Under Sideways Down
- 1966 The Yardbirds
- 1966 Sonny Boy Williamson & the Yardbirds
- 1967 Blow-Up
- 1967 Little Games
- 1971 Live Yardbirds Featuring Jimmy Page
- 1997 BBC Sessions
- 1999 Rhythm & Blues
- 2003 Birdland